# خیرآباد (اراک)
خیرآباد، روستایی است از توابع بخش مرکزی شهرستان اراک در استان مرکزی می‌باشد. این روستا در ۲۴ کیلومتری شرق شهر اراک واقع شده‌است.

## جمعیت
این روستا در دهستان مشک‌آباد قرار داشته و براساس آخرین سرشماری مرکز آمار ایران که در سال ۱۳۹۵ صورت گرفته، جمعیت آن ۲٬۲۸۰نفر (۷۴۴خانوار) بوده‌است.
بر طبق این سرشماری جمعیت زنان روستا ۱٬۱۱۵ نفر و جمعیت مردان ۱٬۱۶۵ نفر می‌باشد. در مقایسه با داده‌های آماری سال ۱۳۹۰ جمعیت روستا کاهش و تعداد خانوار افزایش یافته‌است. این موضوع نشان دهنده کاهش تراکم جمعیت خانوارهاست.

## موقعیت
موقعیت روستای خیرآباد در محدودهٔ شهرستان اراک و دهستان مشک آباد که در بخش مرکزی شهرستان اراک قرار دارد و در ۲۳ کیلومتری شهر اراک و در جادهٔ قم قرار گرفته که فاصلهٔ آن از جادهٔ اصلی حدوداً ۲ کیلومتر می‌باشد و در فاصلهٔ ۲۳۷ کیلومتری پایتخت و ۱۱۰ کیلومتری قم قرار دارد موقعیت روستا در قسمت فلات مرکزی ایران در ۳۴ درجه ۸ دقیقه عرض جغرافیایی و ۵۰ درجه طول جغرافیایی واقع شده و ارتفاع آن از سطح دریا ۱۶۷۰ متر می‌باشد

## اماکن تاریخی
قلعه تاریخی مشک آباد
حمام تاریخی محله بالا
قنات شیروان